# Medvedevskaïa (raïon d'Onega)
Medvedevskaïa (en russe : Медведевская) est un hameau russe de la municipalité de Porog du raïon d'Onega dans l'oblast d'Arkhangelsk. Sa population s'élevait à 3 habitants au recensement de 2021.

## Géographie
Medvedevskaïa est située dans le nord-ouest de l'oblast d'Arkhangelsk, un sujet de Russie européenne qui fait partie du district fédéral du Nord-Ouest. La localité se trouve dans la municipalité de Porog, avec comme chef-lieu le hameau de Porog, dans le raïon d'Onega, un des raïons de l'oblast, avec la ville d'Onega comme centre administratif.
Medvedevskaïa, comme tout l'oblast d'Arkhangelsk, est située dans le fuseau horaire MSK (heure de Moscou). Le décalage horaire appliqué par rapport au temps universel coordonné est +03:00.

## Démographie
Recensements (*) ou estimations de la population,,,,:
| 2002* | 2010* | 2012 | 2021* |
| ----- | ----- | ---- | ----- |
| 12    | 18    | 8    | 3     |

## Culture locale et patrimoine
Le hameau possède l'église de Notre-Dame-de-Vladimir, d'architecture russe en bois. Construite en 1757, elle est l'une des plus grandes églises de la région, avec une hauteure supérieure à 30 mètres. Fermée pendant la période soviétique, elle a réouverte le 6 juillet 2018 après 90 ans de fermture. Elle est classée comme objet patrimonial culturel de Russie d'importance fédérale sous le no 291610617420006 depuis 1960.

L'église Notre-Dame-de-Vladimir :
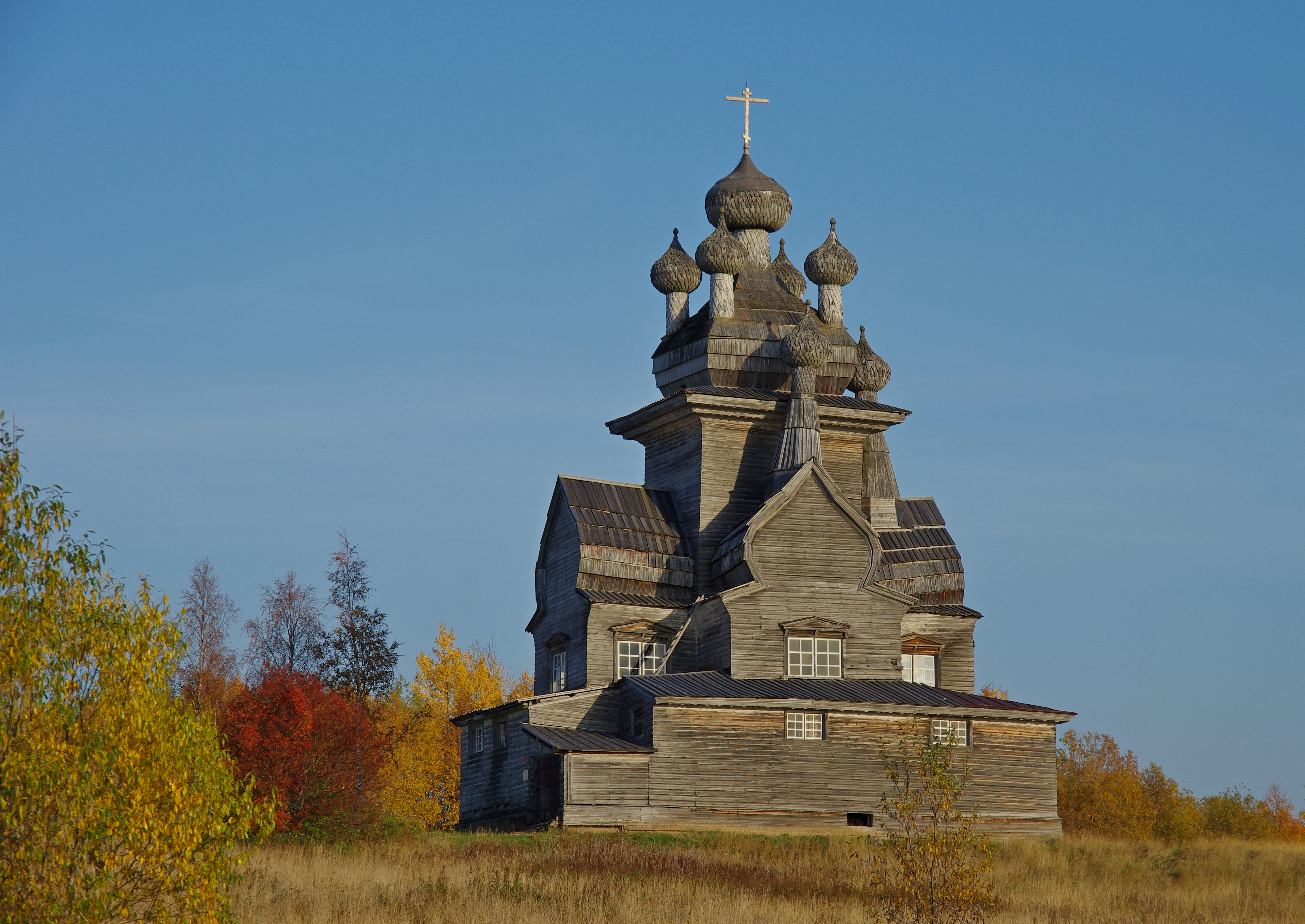
L'église.
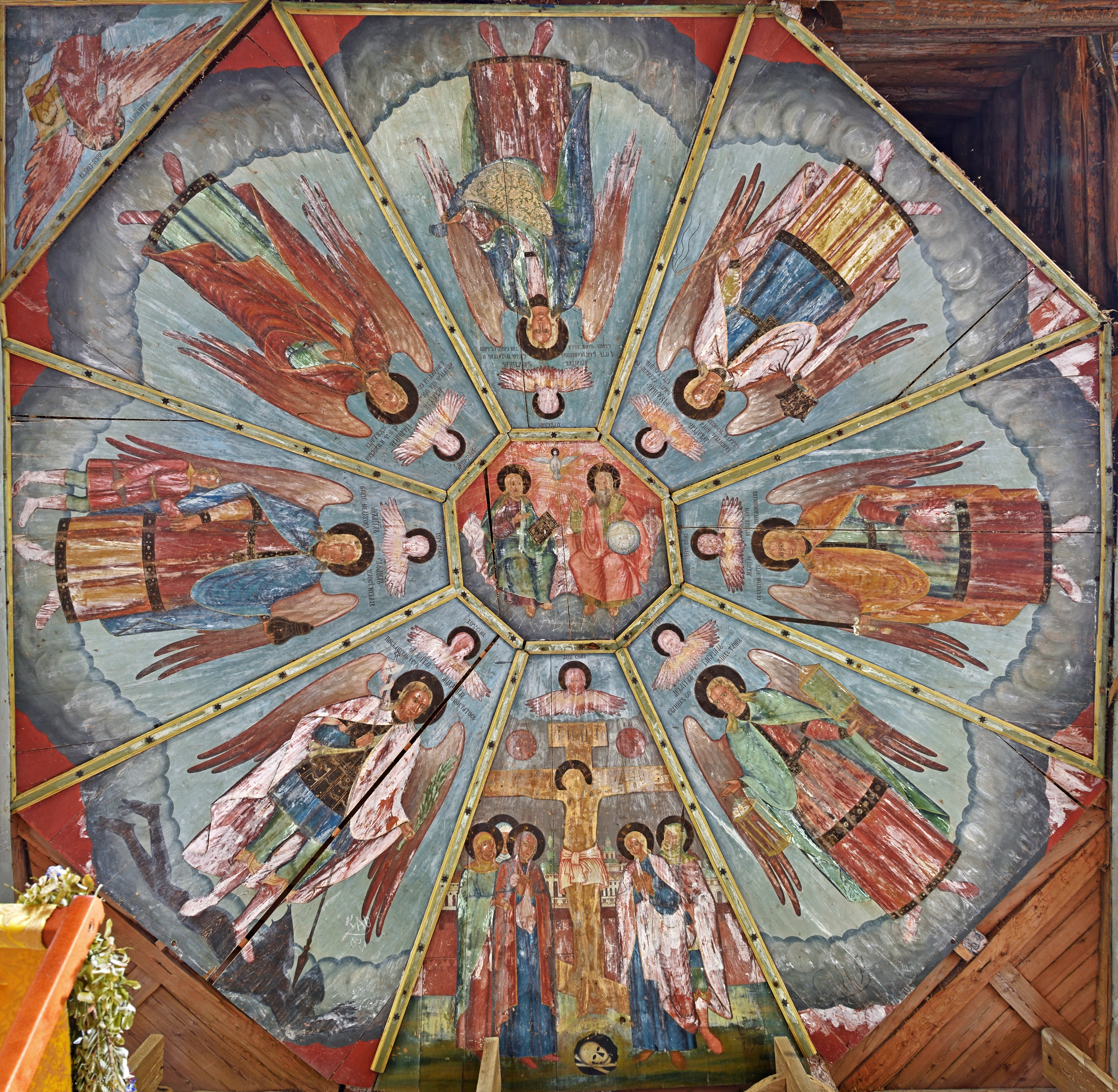
Peinture du plafond.
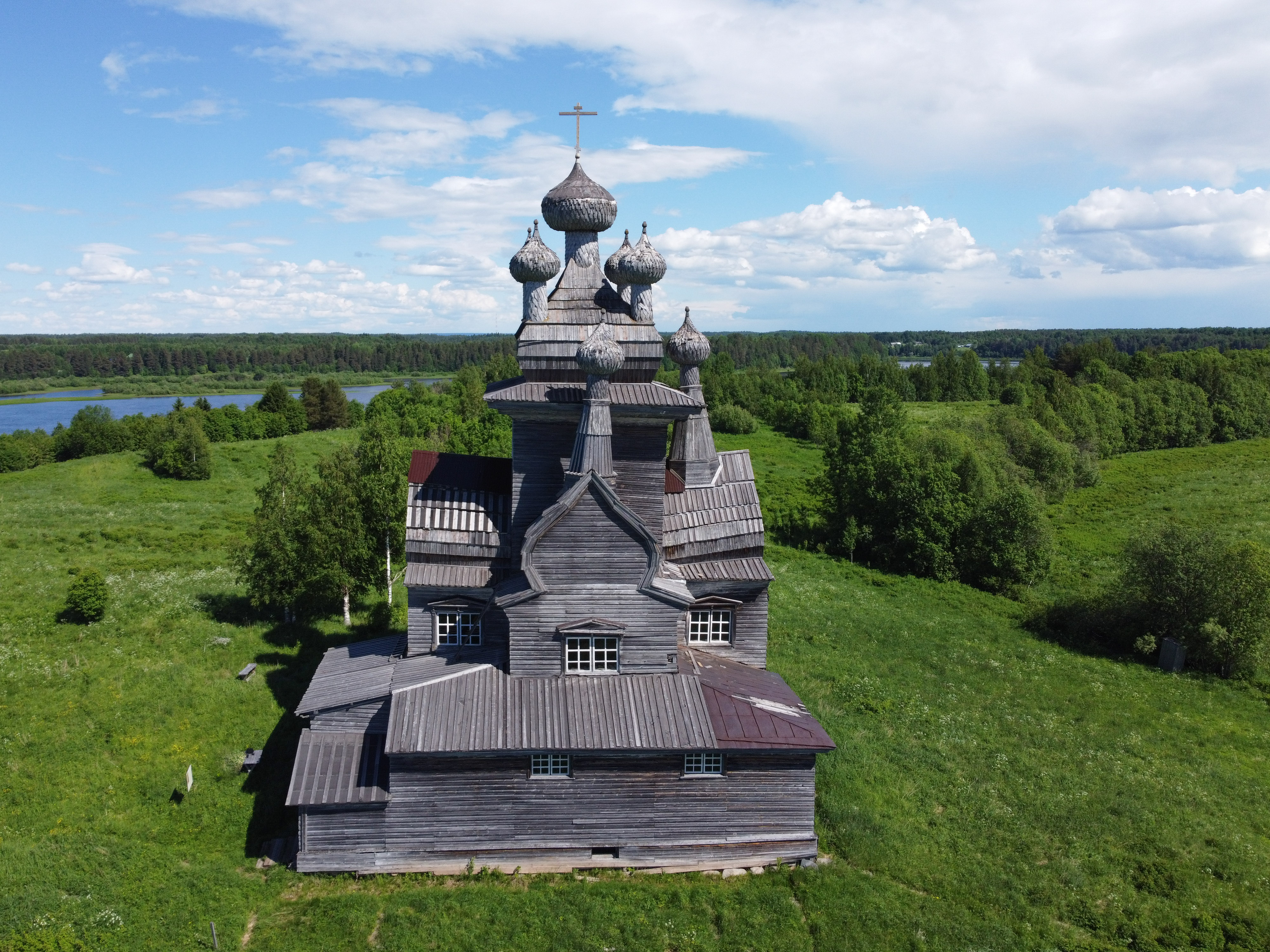
Vue aérienne.
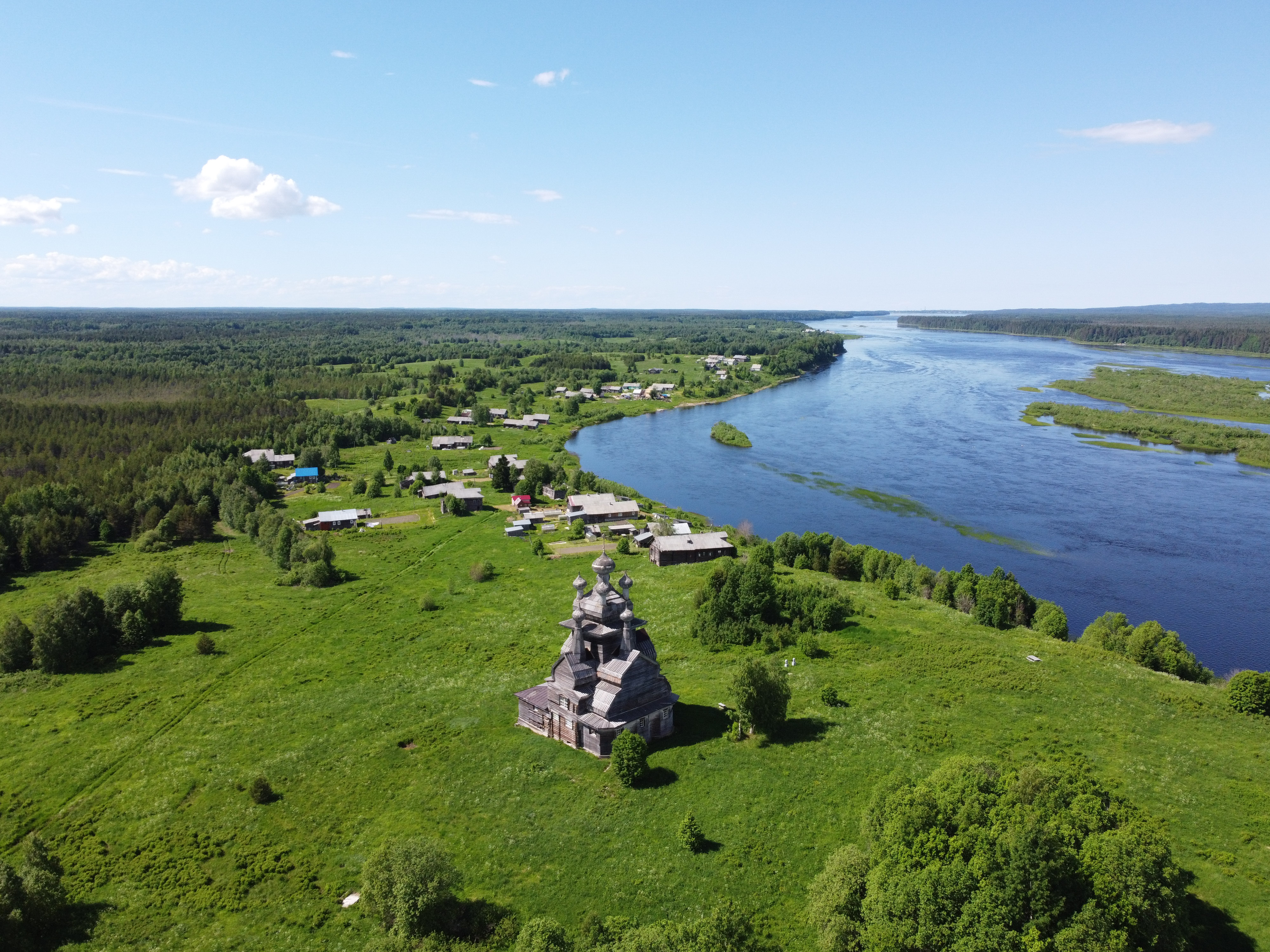
Vue aérienne lointaine.
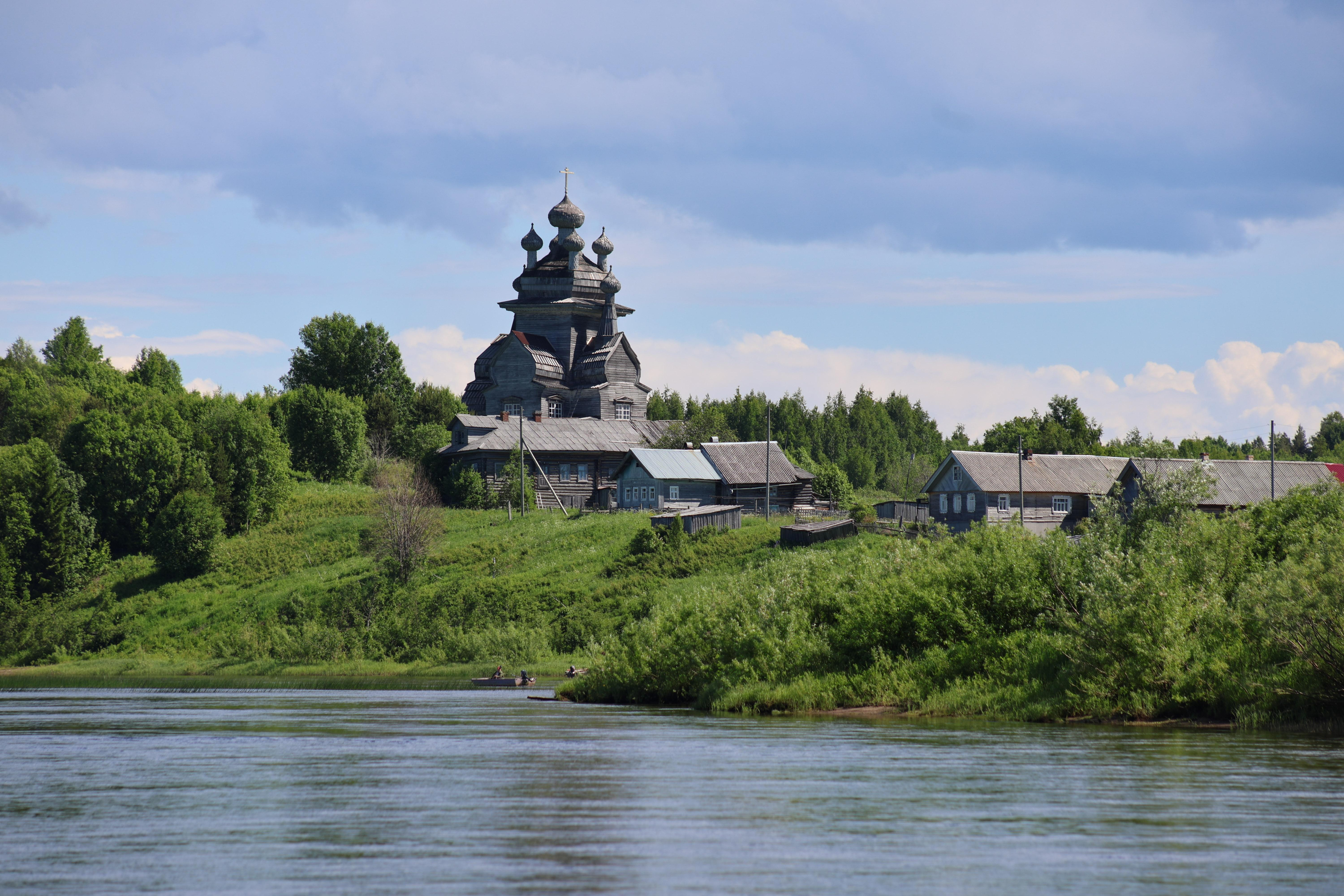
Vue depuis le fleuve.